# Австрійський короткошерстий пінчер

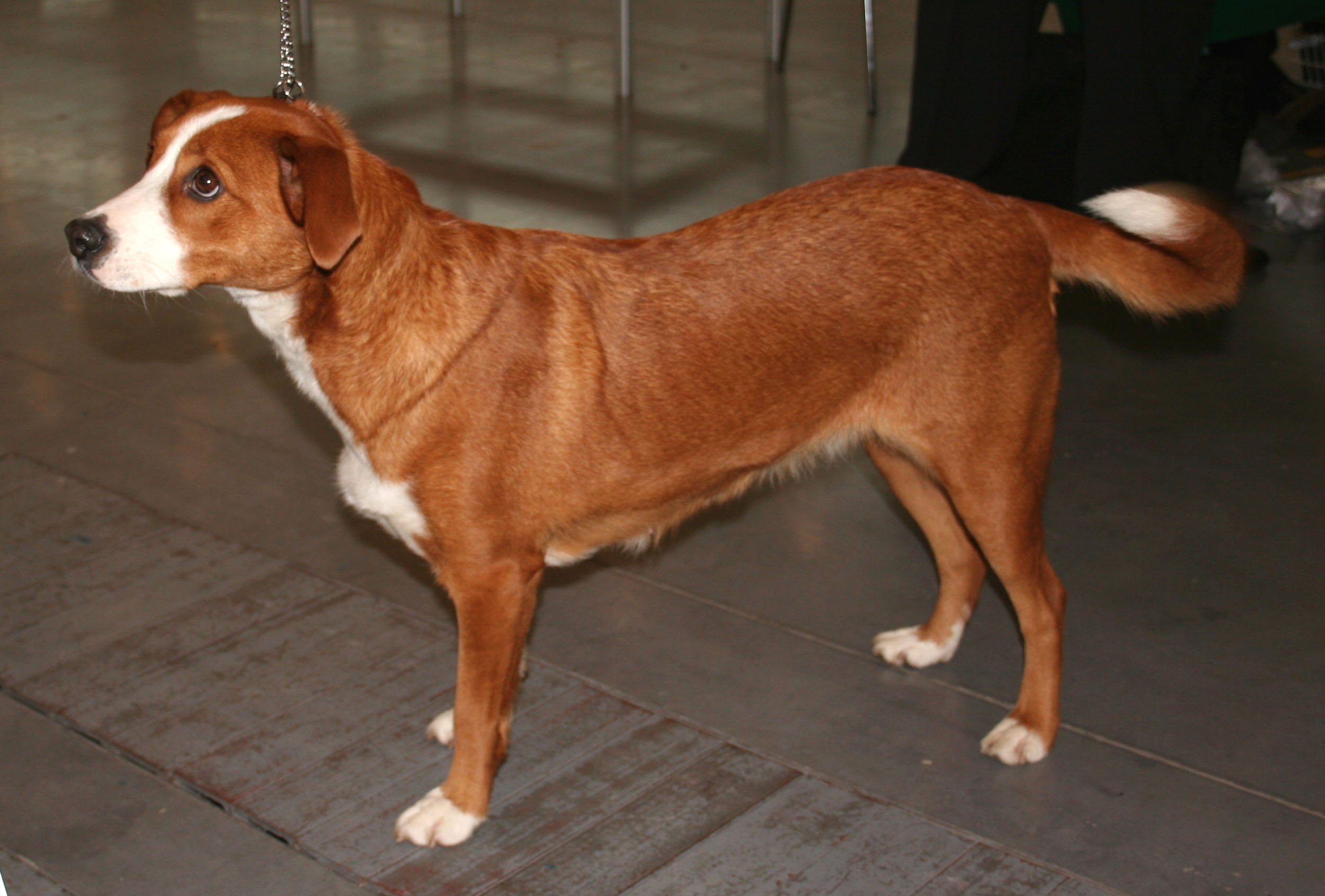

Австрі́йський короткоше́рстий пі́нчер — міцний, добре складений собака середніх розмірів. Висота в холці — 35-50 см. Вага — 12-18 кг. Відповідно до стандарту цієї породи, голова у собаки повинна мати грушоподібну форму. Ніс має бути широким, вуха великі, грудна клітка бочкоподібна і досить широка по відношенню до довжини тулуба. Хвіст закручений в кільце і піднятий до спини. Шерсть коротка. Забарвлення: світло-жовте, жовто-коричневе, рудо-коричневе, рудувато-чорне або тигрове, практично завжди з білими мітками.

## Історія
Походження цієї породи точно не відомо, але, мабуть вона має спільні корені з німецьким пінчером. Іноді зустрічається інша назва цієї породи - австрійський короткошерстого тер'єр, однак не варто плутати цих собак з німецькими тер'єрами - цвергпінчер - які по суті є просто декоративними собаками.

## Використання
Представники цієї породи дуже популярні як сторожові собаки. Ледве відчувши недобре, вони подають сигнал тривоги і рішуче вступають в сутичку з противником. Вдень і вночі вони не втрачають пильності ні на хвилину. Однак іноді вони ведуть себе подібно тер'єри: розривають нори, копають ями і переслідують лисиць і кроликів. Ці собаки дуже рухливі, їм необхідні великі відкриті простори, тому вони більш пристосовані до життя в сільській місцевості.

## Характеристика
Австрійський короткошерстий пінчер - чисто сімейна собака, темпераментна, грайлива, одночасно безстрашна і пильна, із задоволенням займається різними видами «собачого спорту». Як колишня сторожова собака, пінчер дуже прив'язаний до свого будинку, бродяжити йому не властиве. Австрійський пінчер любить погавкати: при вигляді чого-небудь для нього незвичайного або при появі гостей повідомляє про це гучним гавкотом. По відношенню до сторонніх на початку недовірливий. Він сам встановлює контакт, і вже потім вирішує, кого вважати своїми друзями.
Як сімейна собака австрійський короткошерстий пінчер не доставляє великих проблем: якщо його досить вигулювати і відповідним чином займатися з ним, він прекрасно почуває себе в міських умовах, однак, враховуючи наявність сусідів інший раз слід стримувати його прагнення висловити свої почуття гучним гавкотом. Оскільки собаки відрізняються гарним апетитом, необхідно стежити за їх раціональним харчуванням, особливо це стосується собак старшого віку. Коротка, що стоїть сторчма вовна, не вимагає особливого догляду.

## Виноски
1. ↑  Австрійський короткошерстий пінчер. Архів оригіналу за 25 лютого 2011. Процитовано 25 листопада 2010. [Архівовано 2011-02-25 у Wayback Machine.]